# Cratyna cryptospina
Cratyna cryptospina är en tvåvingeart som beskrevs av Hans-Georg Rudzinski 1993. Cratyna cryptospina ingår i släktet Cratyna och familjen sorgmyggor.
Artens utbredningsområde är Tyskland. Inga underarter finns listade i Catalogue of Life.